# Загуже (гміна Лончна)
Загуже (пол. Zagórze) — село в Польщі, у гміні Лончна Скаржиського повіту Свентокшиського воєводства.
Населення — 434 особи (2011).
У 1975-1998 роках село належало до Келецького воєводства.

## Демографія
Демографічна структура на день 31 березня 2011 року:
|          | Загалом | Допрацездатний вік | Працездатний вік | Постпрацездатний вік |
| -------- | ------- | ------------------ | ---------------- | -------------------- |
| Чоловіки | 218     | 50                 | 145              | 23                   |
| Жінки    | 216     | 45                 | 120              | 51                   |
| Разом    | 434     | 95                 | 265              | 74                   |